# Diocese de Belgaum
A Diocese de Belgaum (Latim:Dioecesis Belgaumensis) é uma diocese localizada no município de Belgaum, no estado de Carnataca, pertencente a Arquidiocese de Bangalore na Índia. Foi fundada em 19 de setembro de 1953 pelo Papa Pio XII. Com uma população católica de 24.850 habitantes, sendo 0,2% da população total, possui 69 paróquias com dados de 2018.

## História
Em 19 de setembro de 1953 o Papa Pio XII cria a Diocese de Belgaum através da Arquidiocese de Goa e Damão e da Diocese de Poona. Em 1976 a diocese de Diocese de Karwar perde território para a formação da Diocese de Karwar. Em 2005 é criada a Diocese de Gulbarga através da Diocese de Belgaum, Diocese de Bellary e da Arquidiocese de Hyderabad.

## Lista de bispos
A seguir uma lista de bispos desde a criação da diocese em 1953.
|                   | Nome                        | Período           | Notas                          |
| Bispos de Belgaum | Bispos de Belgaum           | Bispos de Belgaum | Bispos de Belgaum              |
| ----------------- | --------------------------- | ----------------- | ------------------------------ |
| 6º                | Derek Fernandes             | 2019 - atual      |                                |
| 5º                | Peter Machado               | 2006 - 2018       | Nomeado arcebispo de Bangalore |
| 4º                | Bernard Blasius Moras       | 1996 - 2004       | Nomeado arcebispo de Bangalore |
| 3º                | Ignatius P. Lobo            | 1967 - 1994       |                                |
| 2º                | Fortunato da Veiga Coutinho | 1964 - 1967       | Faleceu no cargo               |
| 1º                | Michael Rodrigues           | 1953 - 1964       | Faleceu no cargo               |